# الدمنة (الطويلة)

تعديل مصدري - تعديل

الدمنة هي إحدى قرى عزلة الغربي بمديرية الطويلة التابعة لمحافظة المحويت، بلغ تعداد سكانها 179 نسمة حسب تعداد اليمن لعام 2004.